# Kirk Bullinger
Pour les articles homonymes, voir Bullinger.
Kirk Matthew Bullinger (né le 28 octobre 1969 à La Nouvelle-Orléans, Louisiane, États-Unis) est un lanceur droitier de baseball ayant joué dans les Ligues majeures de 1998 à 2004.

## Carrière
Kirk Bullinger est drafté au 32e tour de sélection par les Cardinals de Saint-Louis en 1992. Le 5 avril 1995, alors que Bullinger évolue toujours en ligues mineures, il est avec le lanceur Bryan Eversgerd et le voltigeur Da Rond Stovall transféré aux Expos de Montréal en retour du lanceur étoile Ken Hill.
Le frère aîné de Kirk Bullinger, Jim Bullinger, est aussi un lanceur de baseball ayant joué pour les Expos de Montréal en 1997.
À son premier match dans le baseball majeur, où il apparaît comme releveur pour Montréal le 30 août 1998, Kirk Bullinger est crédité de sa première victoire dans un gain des Expos sur les Padres de San Diego. Il lance sept manches en huit sorties en relève pour Montréal en 1998 avant de devenir agent libre et de rejoindre pour la saison 1999 les Red Sox de Boston.
Après un bref passage pour quatre parties chez les Red Sox, Bullinger dispute trois matchs avec les Phillies de Philadelphie. Il évolue ensuite trois saisons exclusivement en ligues mineures avec des clubs affiliés aux Indians de Cleveland, aux White Sox de Chicago et aux Astros de Houston avant de refaire surface dans les majeures avec ces derniers en 2003 et 2004. Le 21 juin 2004 pour Houston, il enregistre contre Pittsburgh sa deuxième et dernière victoire dans les majeures. Le 11 août, il protège la victoire des Astros sur les Mets de New York pour recevoir le crédit de son seul sauvetage en carrière.
Kirk Bullinger a lancé 49 matchs dans le baseball majeur. Sa fiche est de deux victoires, aucune défaite, avec un sauvetage. Sa moyenne de points mérités s'élève à 6,53 en 51 manches lancées avec 22 retraits sur trois prises.